# Closterus denticollis
Closterus denticollis är en skalbaggsart som beskrevs av Leon Fairmaire 1896. Closterus denticollis ingår i släktet Closterus och familjen långhorningar.
Artens utbredningsområde är Madagaskar. Inga underarter finns listade i Catalogue of Life.